# クウィル＝ンゴンゴ
クウィル＝ンゴンゴ（フランス語: Kwilu-Ngongo）は、コンゴ民主共和国コンゴ中央州（バ・コンゴ州）に位置する町。植民地時代の旧称はムールベーケ（Moerbeke）。
州南部に位置し、アンゴラとの国境が近い。周辺の都市としてはムバンザ・ヌグングがある。

## 経済
ベルギー領コンゴ時代の1925年にこの地にクウィル＝ンゴンゴ砂糖会社が創業された。この砂糖会社はベルギーオースト＝フランデレン州の都市ムールベーケ（製糖で有名）の子会社であり、旧称はこれに由来する。

## 交通
- マタディ・キンシャサ鉄道の駅がある。
- クウィル＝ンゴンゴ空港（英語版）